# Іващуки
Іващуки́ — село в Україні, у Козинській сільській громаді Дубенського району Рівненської області. Населення становить 452 осіб. Іващуки до 2016 були адміністративним центром однойменної сільської ради, до якої входили села Білогорівка, Бригадирівка, Зарічне.

## Історія
Перша писемна згадка про село Іващуки відноситься до 1855 року. Тоді, після третього поділу Польщі село, як і вся Волинь, входило до складу Росії, віднесено до Дубенського повіту Волинської губернії.
Під час воєнних дій Першої світової через село проходила лінія фронту. Багато сімей у 1915 році евакуювалося до Криму. У 1916 році вони благополучно повернулися у рідне село і почали відновлювати зруйновані господарки.
7 (20) листопада 1917 року, відповідно до Третього Універсалу Української Центральної Ради, увійшло до складу Української Народної Республіки.
Під час Другої світової війни на фронті воювало 78 жителів села. Їх імена викарбувані на пам'ятнику загиблим односельчанам, який знаходиться у невеликому сквері в центрі села. Від німецько-нацистських загарбників село відвоювала дивізія під командуванням генерала Корнєєва, яка входила до складу І Українського фронту.

### Післявоєнний період
В 1948 році організовано колгосп «Червона зірка». Першим головою колгоспу став А. К. Панчук. З часом мінялася назва господарства: імені Кагановича, «Маяк». 
В 1967 році у селі було побудовано восьмирічну школу, торговий комплекс, клуб.
Протягом п'яти років (з 1965 по 1970) у селі виросло більше тридцяти нових будинків. 
У 1973 році в селі мешкало 534 людини, нараховувалось 134 двори. За високі показники сільськогосподарського виробництва колгосп «Маяк» було нагороджено орденом Трудового Червоного прапора. З'явилися орденоносці серед колгоспників. Це ланкова М. М. Костюк, комбайнер Г. М. Сова, доярка Г. С. Зубкевич, водії П. П. Сова, І. С. Головчук та багато інших.

### Сучасний стан
Нині на місці господарства «Маяк» працює агрофірма «Трипілля», що орендує землі й майно. У селі працює сільська рада, бібліотека, школа І-ІІ ст, фельдшерсько-акушерський пункт, культурно-дозвіллєвий комплекс. У 1982 році у селі створено ансамбль народної пісні, який удостоєний звання «Народний аматорський вокальний ансамбль української пісні».
У 1986 році у селі відкрито Дім молитви. У 1992 році — Свято-Георгіївську церкву, а 2012 року поруч освячено новий золотоверхий храм. Село стало газифікованим.
12 червня 2020 року, відповідно до розпорядження Кабінету Міністрів України № 722-р від «Про визначення адміністративних центрів та затвердження територій територіальних громад Рівненської області», увійшло до складу Козинської сільської громади Радивилівського району.
19 липня 2020 року, в результаті адміністративно-територіальної реформи та ліквідації Радивилівського району, село увійшло до складу Дубенського району.